# 第64届戛纳电影节
第64届戛纳电影节于2011年5月11日至5月22日在法国戛纳举办。泰伦斯·马力克执导的影片《生命樹》摘得最高荣誉金棕榈奖。美国演员罗伯特·德尼罗為正式競賽項目的评审团主席，開幕片為伍迪·艾倫執導的《午夜巴黎》。

## 評審團

### 正式競賽
- 勞勃·狄尼洛：演員。（評審團主席）
- 杜琪峰：導演。
- 施南生：製片人。
- 乌玛·瑟曼：演員。
- 裘德·洛：演員。
- 瑪婷娜·古茲曼（西班牙语：Martina Gusmán）：演員、製片人。
- 琳·烏爾曼：作家。
- 奧利維耶·阿薩亞斯：導演。
- 麥哈梅·沙雷·赫魯：導演。

### 一種注目
- 艾米爾·庫斯杜力卡：導演。（評審團主席）
- 艾羅蒂·布雪：演員。
- 彼得·布拉德肖（英语：Peter Bradshaw）：影評人。
- 傑弗里·吉爾摩（英语：Geoffrey Gilmore）：翠貝卡電影節藝術總監。
- 丹妮拉·米歇爾（西班牙语：Daniela Michel）：莫雷利亞影展（英语：Morelia International Film Festival）總監。

### 電影基金會
- 米歇·龔德里：導演。（評審團主席）
- 茱莉·嘉葉：演員、監製。
- 潔西卡·賀斯樂：導演。
- 柯內流·波蘭波宇：導演。
- 朱奧·佩德洛·羅德利蓋斯：導演。

### 金攝影機獎
- 奉俊昊：導演。（評審團主席）
- 丹妮埃爾·海曼（法语：Danièle Heymann）：影評人。
- 艾娃·魏澤爾（匈牙利语：Vezér Éva）：匈牙利電影聯盟主席。
- 羅伯特·阿拉斯拉基（法语：Robert Alazraki）：攝影。
- 丹尼爾·科蘭德：電影實驗室經理。
- 賈克·梅婁（法语：Jacques Maillot）：導演。
- 亞歷克斯·馬森：影評人。

## 參展影片

### 開幕與閉幕
|        | 中文片名               | 原始片名          | 导演              | 国家 |
| ------ | ---------------------- | ----------------- | ----------------- | ---- |
| 開幕片 | 午夜巴黎（非竞赛片）   | Midnight in Paris | 伍迪·艾倫         | 美国 |
| 閉幕片 | 最愛小情歌（非竞赛片） | Les Bien-aimés    | 克里斯多福·歐諾黑 | 法國 |

### 正式競賽片[6]
| 中文片名                 | 原文片名                                    | 導演                 | 國家                      |
| ------------------------ | ------------------------------------------- | -------------------- | ------------------------- |
| 《切膚慾謀》             | La piel que habito                          | 佩德羅·阿莫多瓦      | 西班牙                    |
| 《巴黎妓院回憶錄》       | L'Apollonide : Souvenirs de la maison close | 貝特朗·波尼洛        | 法國                      |
| 《大明星選總統》         | Pater                                       | 阿藍·卡瓦利埃        | 法國                      |
| 《親情據點》             | הערת שוליים                                 | 約瑟夫·席達          | 以色列                    |
| 《安那托利亞故事》       | Bir Zamanlar Anadolu'da                     | 努里·比格·锡兰       | 土耳其、                  |
| 《騎單車的男孩》         | Le Gamin au vélo                            | 尚-皮耶·達頓 盧·達頓 | 比利时、 法國、 義大利    |
| 《大藝術家》             | The Artist                                  | 米歇爾·哈札納維西斯  | 法國                      |
| 《溫心港灣》             | Le Havre                                    | 阿基·郭利斯馬基      | 芬兰、 法國、 德国        |
| 《朱花之月》             | 朱花の月                                    | 河瀨直美             | 日本                      |
| 《陪睡美人》             | Sleeping Beauty                             | 茱莉亞·李            |                           |
| 《守護天使波麗士》       | Polisse                                     | 麥雯                 | 法國                      |
| 《永生樹》               | The Tree of Life                            | 泰倫斯·馬力克        | 美国                      |
| 《珍愛泉源》             | La source des femmes                        | 哈杜·米赫羅          | 法國、 比利时、 義大利    |
| 《一命》                 | 一命                                        | 三池崇史             | 日本、 美国               |
| 《落跑教宗》             | Habemus Papam                               | 南尼·莫瑞提          | 義大利、 法國             |
| 《凱文怎麼了》           | We Need to Talk About Kevin                 | 琳恩·倫賽            | 英国、 美国               |
| 《密室禁臠》             | Michael                                     | 馬克斯·賽林傑        | 奥地利                    |
| 《重金搖滾男的奇異旅程》 | This Must Be the Place                      | 保羅·索倫提諾        | 義大利、 法國、 爱尔兰    |
| 《驚悚末日》             | Melancholia                                 | 拉斯·馮·提爾         | 丹麦、 瑞典、 法國、 德国 |
| 《落日車神》             | Drive                                       | 尼古拉斯·温丁·雷弗恩 | 美国                      |

## 獲獎名單

### 正式競賽單元
- 金棕櫚獎：《永生樹》——泰伦斯·马力克[7] Two of the film's producers, Bill Pohlad and Sarah Green, accepted the prize on behalf of the reclusive Malick.[7][8]
- 評審團大獎：
  - 《单车男孩》 — 達頓兄弟
  - 《安納托利亞往事（英语：Once Upon a Time in Anatolia）》 — 努里·比格·锡兰
- 最佳導演獎：尼可拉·溫丁·黑芬 — 《落日車神》
- 最佳劇本獎：約瑟夫·席達 — 《親情據點（英语：Footnote (film)）》
- 最佳男演員獎：让·杜雅尔丹 — 《大藝術家》
- 最佳女演員獎：克斯汀·鄧斯特 — 《驚悚末日》
- 評審團獎：《守護天使波麗士（法语：Polisse）》 — 麥雯

### 一種注目單元
- 最佳影片：
  - 《阿里郎》 — 金基德
  - 《瀕臨邊緣的人（德语：Halt auf freier Strecke）》 — 安卓·爵森
- 評審團獎：《伊莲娜（英语：Elena (2011 film)）》 — 安德烈·萨金塞夫
- 最佳導演獎：《不能說的再見（英语：Goodbye (2011 film)）》 — 穆罕默德·拉素羅夫

### 其他獎項
- 金攝影機獎：《相思樹》 —  巴勃羅·喬治力（法语：Pablo Giorgelli）
- 最佳短片獎：《穿越国境》
- 短片評審團獎：《46号运动衫》
- 影評人周大獎：《歷劫重生》 —  傑夫·尼科爾斯
- 同志棕榈大獎：《美麗》 —  Oliver Hermanus
- 榮譽金棕櫚獎（终身成就奖）：貝納多·貝托魯奇[9] [10]

### 獨立單位獎項
- 費比西獎：
  - 正式競賽單元：《溫心港灣（芬蘭語：Le Havre (elokuva)）》 — 阿基·郭利斯馬基
  - 一種注目單元：《部長做了一個夢（英语：The Minister）》 — 皮耶·休雷（法语：Pierre Schoeller）
  - 國際影評人週：《歷劫重生》 — 傑夫·尼科爾斯